# Сокур Олеся Вадимівна
Сокур Олеся Вадимівна (нар. 25 серпня 1960, м. Умань — 1 січня 2025, Київ) — українська біолог та біохімік, доктор біологічних наук. Трагічно загинула 1 січня 2025 року під час дронової атаки Києва російськими терористами.

## Життєпис
Народилася 25 серпня 1960 року у місті Умань.
У 1982 році закінчила біологічний факультет КДУ за спеціальністю  «біолог-біохімік, викладач біології та хімії».
Працювала у Інституті клінічної радіології Наукового центру радіаційної медицини АМН України, де захистила кандидатську дисертацію.
У 2001 році розпочала роботу в Київському національному університеті імені Тараса Шевченка.  Працювала на посадах старшого наукового співробітника, керівника науково-дослідної лабораторії «Фізико-хімічних методів досліджень».
З 2003 року обіймала адміністративні посади  заступника декана біологічного факультету та заступника директора ННЦ «Інститут біології та медицини» з наукової роботи (2016–2021 рр.).

## Наукова діяльність
Займалася вивченням біохімічних механізмів уражень клітин при патологіях шлунково-кишкового тракту.

## Смерть
1 січня 2025 року під час атаки міста Києва ударними безпілотниками російських терористів, уламки БпЛА впали в центрі міста, у Печерському районі в будинок, де проживала разом з чоловіком Ігорем Зимою.

### Відео
- У Києві внаслідок дронової атаки загинуло подружжя науковців// Телеканал Київ-24, Ютюб, 1.1.2025
- РФ вбила подружжя українських науковців// Телеканал 24, Ютюб, 1.1.2025